# Sibynomorphus ventrimaculatus
Sibynomorphus ventrimaculatus là một loài rắn trong họ Rắn nước. Loài này được Boulenger mô tả khoa học đầu tiên năm 1885.